# Somos libres, seámoslo siempre
Somos libres, seámoslo siempre (Nederlands: Wij zijn vrij, mogen wij dat voor altijd zijn), is het volkslied van Peru en is geschreven door José de La Torre en gecomponeerd door José Bernardo Alcedo, hij won een door Don José de San Martín (bevrijder van Peru in 1821) uitgeschreven wedstrijd. Het is voor de eerste keer uitgevoerd door Rosa Merino in het stedelijk theater te Lima.

## Originele Spaanse tekst
Somos libres; seámoslo siempre
y antes niegue sus luces el sol
que faltemos al voto solemne
que la patria al eterno elevó,
1)
Largo tiempo el peruano oprimido
la ominosa cadena arrastró;
condenado a una cruel servidumbre
largo tiempo en silencio gimió.
Mas apenas el grito sagrado
¡Libertad! en sus costas se oyó
la indolencia de esclavo sacude,
la humillada cerviz levantó.
2)
Ya el estruendo de broncas cadenas
que escuchamos tres siglos de horror,
de los libres al grito sagrado
que oyó atónito al mundo, cesó.
Por doquier San Martín inflamando,
libertad, libertad, pronunció,
y meciendo su base los Andes
la anunciaron, también, a una voz.
3)
Con su influjo los pueblos despiertan
y cual rayo corrió la opinión;
desde el itsmo a las tierras del fuego
desde el fuego a la helada región.
Todos juran romper el enlace
que natura a ambos mundos negó
y quebrar ese cetro que España
reclinaba orgullosos en los dos.
4)
Lima, cumple ese voto solemne,
y, severa, su enojo mostró,
al tirano impotente lanzando,
que intentaba alargar su opresión.
A su esfuerzo saltaron los grillos
y los surcos que en sí reparó,
le atizaron el odio y venganza
que heredera de su Inca y Señor.
5)
Compatriotas, no más verla esclava
si humillada tres siglos gimió,
para siempre jurémosla libre
manteniendo su propio esplendor.
Nuestros brazos, hasta hoy desarmados
estén siempre cebando el cañón,
que algún día las playas de Iberia
sentirán de su estruendo el terror.
6)
Excitemos los celos de España
pues presiente con mengua y furor
que en concurso de grandes naciones
nuestra patria entrará en parangón.
En la lista que de éstas se forme
llenaremos primero el reglón
que el tirano ambicioso Iberino,
que la América toda asoló.
7)
En su cima los andes sostengan
la Bandera o pendón bicolor,
que a los siglos anuncie el esfuerzo
que ser libres, por siempre nos dio.
A su sombra, vivamos tranquilos,
y al nacer por sus cumbres el Sol,
renovemos el gran juramento
que rendimos al Dios de Jacob.

## Nederlandse vertaling
Refrein
We zijn vrij, mogen wij het voor altijd zijn
moge de zon eerder haar licht verduisteren
dan dat we deze eervolle gelofte breken
die het vaderland aan God heeft afgelegd.
Onafhankelijke staten: Argentinië · Bolivia · Brazilië · Chili · Colombia · Ecuador · Guyana · Paraguay · Peru · Suriname · Uruguay · Venezuela
Afhankelijke gebieden: Falklandeilanden · Frans-Guyana · Zuid-Georgia en de Zuidelijke Sandwicheilanden